# Belelik
Belelik (en rus: Белелик) és un poble de la República de Khakàssia, a Rússia, que en el cens del 2010 tenia 137 habitants. Pertany al districte de Bograd.